# Paschal Donohoe
Paschal Donohoe (Dublino, 19 settembre 1974) è un politico irlandese, ministro delle finanze dell'Irlanda dal 2017 e presidente dell'Eurogruppo dal 2020.